# Fotograf (film)
Fotograf – polski kryminalny thriller psychologiczny w reżyserii Waldemara Krzystka, którego premiera odbyła się 9 stycznia 2015.

## Produkcja
Zdjęcia rozpoczęto 15 września 2012. Plenery: Legnica, Wrocław, Moskwa.

## Opis fabuły
We współczesnej Moskwie grasuje seryjny sadystyczny morderca. Na miejscu zbrodni, wzorem fotografów policyjnych, zostawia kartoniki z numerami. Ślady prowadzą do wydarzeń w garnizonie Armii Radzieckiej w Legnicy w czasach Polski Ludowej. Ich tropem idzie młoda, piękna policjantka Natasza Sinkina, która nieświadomie była w jednym z miejsc zbrodni w czasie, gdy znajdował tam się jeszcze „Fotograf”, a mimo to nie stała się jego ofiarą.

## Obsada
- Tatjana Arntgolc – Natasza Sinkina
- Aleksandr Baluev – major Lebiadkin
- Agata Buzek – Kasia Przybylska
- Sonia Bohosiewicz – Maria Przybylska
- Tomasz Kot – Bauman
- Andriej Kostash – Kola Sokołow
- Elena Babenko – Olga Sokołowa, matka Koli
- Marat Baszarow – Sokołow, ojciec Koli
- Dimitrij Uljanov – Kuroczkin
- Ilja Zmiejew – ojciec Nataszy
- Wojciech Solarz – reporter
- Adam Woronowicz – Kwiatkowski
- Artem Tkachenko – Grisza
- Artur Chamski – „Fotograf”
- Sasza Reznikow – szef kadr
- Evklid Kiurdzidis – docent Dmitriew
- Margarita Baraniuk – Marina
- Helena Ganjalyan – studentka
- Oleg Bakhrutdinov – student
- Igor Stepanow – Zwierkow
- Waldemar Raźniak – plastyk
- Nodari Dzhanelidze – Rusłan Malikow
- Elena Leszczyńska – Gremina
- Karolina Dryzner – Zosia Rybicka
- Mirosław Haniszewski – attaché
- Eugeniusz Malinowski – pułkownik
- Georgi Angiełow – mąż Greminy
- Siergiej Darij – psychiatra
- Vadim Afanassiev – archiwista
- Janusz Machowicz – kierowca attaché
- Marta Łącka – żona Zygmunta
- Sergiej Kriuczkow – szef nasłuchu
- Karol Kadłubiec – taksówkarz
- Katarzyna Dworak-Wolak – Halinka
- Edwin Bażański – kierowca samochodu FSB
- Radomir Rospondek – Damir Raszydow
- Artem Tereshczenko – technik
- Sonia Roszczuk – Irina
- Hubert Kułacz – patolog
- Wiesław Wasylewicz – technik policyjny
- Michał Idzik – technik policyjny
- Dariusz Gudzowski – technik policyjny
- Paweł Karolak – technik policyjny
- Aleksander Kowal – syn Liebiadkina
- Tomasz Szulecki – taksówkarz
- Andriej Łyko – policjant[3]